# A14 (autoestrada)
A A14 ou Autoestrada do Baixo Mondego é uma autoestrada portuguesa, que liga Coimbra com a Figueira da Foz, pertencendo ambas à sub-região Região de Coimbra, pertencendo à Região Centro, tendo uma extensão total de 39,9 km.
Em Coimbra, a autoestrada começa no norte da cidade, tendo um nó com a A1, que segue direção a sul a Lisboa e direção a norte ao Porto, e com o IP3, que segue a leste direção a Viseu. Chegando antes à cidade da Figueira da Foz, a autoestrada tem um nó com a A17, que segue direção a sul a Leiria e Lisboa pela A8, e direção a norte a Aveiro.
A autoestrada foi inaugurada em 1994 entre a Figueira da Foz e Montemor-o-Velho, com uma extensão de 12 km, seguindo até Ançã em 2001, com mais 13,4 km, chegando ao nó com a A1, no norte de Coimbra em 2002, crescendo em mais 5,5 km de extensão, tendo um perfil de duas vias de circulação para cada sentido em todo o seu percurso.
A Brisa é a concessionária desde do começo da entrada em serviço da autoestrada. A autoestrada tem regime de portagem convencional entre Coimbra e Montemor-o-Velho, até à Figueira da Foz é gratuita. Os preços atuais das portagens para o trajeto total da autoestrada é de 2,50€ para a classe C1, 4,50€ para a classe C2, 5,75€ para a classe C3 e 6,40€ para a classe C4.

## Estado dos troços
| Troço                            | Situação          | km   |
| -------------------------------- | ----------------- | ---- |
| Figueira da Foz–Montemor-o-Velho | Em serviço (1994) | 12   |
| Montemor-o-Velho–Ançã            | Em serviço (2001) | 13,4 |
| Ançã–Coimbra ( A 1 )             | Em serviço (2002) | 5,5  |

## Capacidade
| Troço                            | Perfil | Km   |
| -------------------------------- | ------ | ---- |
| Figueira da Foz–Montemor-o-Velho |        | 12   |
| Montemor-o-Velho–Ançã            |        | 13,4 |
| Ançã–Coimbra A 1                 |        | 5,5  |

## Tráfego
Entre a Figueira da Foz e o nó com a  A 17  regista-se o maior tráfego diário da autoestrada, ultrapassando mais de 20 mil veículos diáriamente. Seguindo até Ançã, o tráfego é mais reduzido, não ultrapassando os 7 mil veículos diários. Chegando a Coimbra, o tráfego volta a aumentar com o nó com a  A 1 , ultrapassando mais de 10 mil veículos diariamente e seguindo até às Portagens de Coimbra Norte o tráfego aumenta para 20 mil veículos diáriamente.
| Troço                                           | Tráfego médio diário, agosto de 2019 |
| ----------------------------------------------- | ------------------------------------ |
| Figueira da Foz–Zona Portuária                  | 20.342                               |
| Zona Portuária–Vila Verde                       | 20.342                               |
| Vila Verde– A 17                                | 20.064                               |
| A 17 –Montemor-o-Velho (sul)                    | 18.116                               |
| Montemor-o-Velho (sul)–Montemor-o-Velho (norte) | 6.607                                |
| Montemor-o-Velho (norte)–Arazede                | 6.689                                |
| Arazede–Ançã                                    | 6.982                                |
| Ançã– A 1                                       | 10.724                               |
| A 1 –Portagens Coimbra Norte                    | 22.837                               |
| Tráfego médio diário da A14                     | 11.333                               |

## Saídas
| Saída                                 | Nome da Saída                                                                                      | Estrada que liga |
| ------------------------------------- | -------------------------------------------------------------------------------------------------- | ---------------- |
|                                       | Figueira da Foz                                                                                    |                  |
| 1                                     | Aveiro Leiria                                                                                      | N 109            |
| 2                                     | Vila Verde Zona Portuária                                                                          | M 600            |
| 3                                     | Vila Verde                                                                                         | N 111-2          |
| 3A                                    | Aveiro Leiria                                                                                      | A 17             |
| 4                                     | Maiorca Montemor-o-Velho (oeste) Sítio Classificado dos Montes de Santa Olaia e Ferrestelo Verride | N 111/M601       |
| Praça de Portagem de Montemor-o-Velho | |                  |
| 5                                     | Montemor-o-Velho (este)                                                                            | N 111            |
| 6                                     | Arazede                                                                                            | N 335            |
| 7                                     | Ançã                                                                                               | N 234-1          |
| 8                                     | Lisboa/Condeixa/Coimbra Sul Porto/Mealhada                                                         | A 1              |
| Praça de Portagem de Coimbra-Norte    | |                  |
|                                       | direcção Viseu Coimbra Norte                                                                       | IP 3             |